# 人文主義者
人文主義者（じんぶんしゅぎしゃ、英: Renaissance humanists、中: 文藝復興人文主義者）とは、ギリシア・ローマの古典文芸や聖書原典の研究を元に、神や人間の本質を考察した、ルネサンス期（14世紀 - 16世紀）の知識人のこと。特に、15世紀 - 16世紀に活動したフランス人の影響が大きいため、日本ではフランス語のまま「ユマニスト」（仏: humaniste）と表現されたりもする 。
英語では「ヒューマニスト」（英: humanist）、イタリア語で「ウマニスタ」（伊: Umanista）など、各言語でもルネサンス期と無関係の意味で用いる際にと区別するために、「ルネサンス・ヒューマニスト」（Renaissance humanist）などと表記されたりもする。日本語ではhumanismを「人道主義」「博愛主義」の意味で捉えられがちだが、この意味での実際の該当英語はhumanitarianismである。「ヒューマニスト」（英: humanist）とは、「人間は精神的・感情的なニーズを満たすことに神や宗教を必要としない、という考えを持つ人」を意味する。

## 概要
人文主義者は古代ギリシア・ローマの古典を学ぶことによって人格形成を目指した。古典の人文学研究（Studia humanitatis）は人文主義者の父と呼ばれるペトラルカに始まる。ペトラルカは、古代の文献の写本を収集し、ラテン語文法の整備を行った。人間を学問の中心にすえ、人間の生きる道を探求するため、本来相容れない古典文化とキリスト教を折衷、融合させようとした。
中世のスコラ学が神学的な概念中心の学問であり、神学や法学等の諸学問における研究・議論が枝葉末節に陥り、その本質から逸脱することが見られたのに対し、人文主義者は古典研究を通して、神や人間の本質・本道の理解と実践に立ち返ることを求め、より自由な思考ができた点に特色がある。
澤井繁男はペトラルカ以後の人文主義の流れを(1)市民的人文主義（1378年教会大分裂 - 1453年コンスタンティノープルの陥落）、(2)文人的人文主義（1454 - 1494年イタリア戦争）、(3)宮廷風人文主義（1494 - 1544年）と整理している。
- 初期にはラテン語文献の再発見が主であった。修道院の古写本からキケロの書簡集などが見つかり、ペトラルカを感激させた。なお、ペトラルカはホメロスのギリシア語写本も手に入れたが、読めなかった。
- 東ローマ帝国の知識人らを介してプラトンの文献も幾つか知られていたが、メディチ家の支援を受けたフィチーノがプラトン全集をラテン語に翻訳し、プラトン・アカデミーが形成された。ネオプラトニズムはルネサンス期を彩る重要な思想になった。
- 16世紀初めにはイタリア・ルネサンスを代表する著作『君主論』（マキアベリ）、『宮廷人』（カスティリオーネ）などが執筆された。

「源泉へ」という人文主義の原則に従って
旧約・新約聖書の本文について、ヘブライ語およびギリシア語原文に遡っての研究も進められ、カトリック教会の公式なラテン語訳聖書とされていたヴルガータ聖書の訳文に問題があることも知られるようになった。ギリシア語原文を読むことは聖書解釈の再検討、ひいてはカトリック批判につながるとして、問題視される場合もあった。
また、旧約聖書を突き詰めることで神的啓示を知ろうと、ユダヤ教の書物、カバラやタルムードの研究が行われた。1510年代に改宗ユダヤ人のプフェファールコン及びドミニコ会とドイツの人文主義者ヨハネス・ロイヒリンのあいだでユダヤ教書物没収を巡る論争が起こり、多くの人文主義知識人がロイヒリンの側に立って闘った。
人文主義者の思想には、後の宗教改革に結びつく要素があり、既成の権威に反抗して弾圧を受けた人物も見られる。ただし人文主義者の多くは穏健な思想を持ち、ほとんどの場合カトリックの信仰を保っていた。学識によって宮廷に仕え、権力者のブレーンとして活動した人物も多かった。従って、カトリック側と宗教改革運動側の対立が激しくなると、人文主義者は渦中から身を引く場合が多かった。「エラスムスが生んだ卵をルターがかえした」と言われるように、宗教改革の初期、エラスムスはルターを支持していたが、まもなく両者は決別した。こうした点で人文主義者の限界が指摘されることもある。しかし、神や人間の本質・本道への理解と実践へ立ち返ることを求めた人文主義者が、ユグノー戦争に例を見るような、神の本質の理解と相容れがたい狂信的な宗教対立を忌むことは当然の帰着であり、むしろ人文主義者のそうした声が宗教改革において無視されたともいえる。
そうした中で書かれたモンテーニュの『エセー』は、宗教改革期に人文主義者が「本道」を説いた作品といえる。ユグノー戦争の最中、モンテーニュは「寛容」を説き、ヨーロッパ人と人食い人種のどちらが野蛮かを問うた。その思想は今日でも有効性を失っておらず、人文主義者の一つの達成といえる。

## 人文主義者の例
- ペトラルカ
- ボッカッチョ
- アルベルティ
- ロレンツォ・ヴァッラ
- ピウス2世 (ローマ教皇)
- マルシリオ・フィチーノ
- アンジェロ・ポリツィアーノ
- ピコ・デラ・ミランドラ
- マキアベリ
- エラスムス
- トマス・モア
- ルフェーヴル・デタープル
- ミシェル・セルヴェ
- フランソワ・ラブレー
- モンテーニュ
- ジョルダーノ・ブルーノ
- レオナルド・ブルーニ